# 山直町
山直町（やまだいちょう）は、かつて大阪府に存在した町である。

## 歴史
- 1935年（昭和10年）7月1日 - 泉南郡山直下村と山直上村が合併して町制を施行。泉南郡山直町が発足。大字田治米に町役場を設置。
- 1942年（昭和17年）4月1日 - 岸和田市、春木町、南掃守村と合併し、岸和田市となる。